# Cattedrale di Nostra Signora di Fátima (Menongue)
La cattedrale di Nostra Signora di Fátima (in portoghese: Sé Catedral de Nossa Senhora de Fátima) si trova a Menongue, in Angola ed è la cattedrale per la diocesi di Menongue. La chiesa è stata costruita nel 1950 nel cuore della città ed elevata a cattedrale il 10 agosto 1975 per la diocesi di Serpa Pinto, poi integrata nella diocesi di Menongue dal 16 maggio 1979. La chiesa è situato nel Bairro Centro (il quartiere centrale della città). Architettonicamente presenta una soluzione semplice, con una navata centrale con tetto a capanna, affiancata da un campanile slanciato, con una guglia.